# Duncan Jones
Duncan Zowie Heywood Jones (Londen, 30 mei 1971), ook wel bekend als Zowie Bowie en Joey of Joe Bowie, is een Brits reclamemaker en filmregisseur.
Jones werd geboren in Londen als zoon van popster David Bowie en model en actrice Angela Bowie. In zijn jeugd woonde hij behalve in Londen ook in Berlijn en Vevey (Zwitserland), en toen het huwelijk van zijn ouders in 1980 werd ontbonden werd hij door zijn vader naar een prestigieuze Schotse kostschool gestuurd.
Duncan Jones wijzigde meermalen zijn voornaam, voor het eerst op twaalfjarige leeftijd toen hij zich Joey liet noemen. Bij het huwelijk van zijn vader met het fotomodel Iman Abdulmajid in 1992 was hij getuige voor de bruidegom, en liet hij zich Joe noemen.
In 1995 sloot hij zijn studie filosofie af, en na een korte periode als student aan de universiteit van Tennessee schreef hij zich in aan de London Film School, waar hij afstudeerde als regisseur.
Jones was in 2006 verantwoordelijk voor de regie van de fcuk campagne van het modemerk French Connection. Hij regisseerde een commercial, die ontwikkeld was door Trevor Beattie.
In 2009 regisseerde hij zijn eerste langspeelfilm, de sciencefictionfilm Moon, en in 2011 verscheen Source Code. In 2014 begon hij, wederom als regisseur, met de opnames van de gameverfilming Warcraft.
In 2012 trouwde hij met fotografe Rodene Ronquillo. Samen hebben ze twee kinderen.
- Bibsys: 10024491
- Biblioteca Nacional de España: XX5049849
- Bibliothèque nationale de France: cb162223858 (data)
- Catàleg d'autoritats de noms i títols de Catalunya: 981058517080306706
- Gemeinsame Normdatei: 143555316
- International Standard Name Identifier: 0000 0001 1880 8743
- Library of Congress Control Number: no2010029958
- Nationale Bibliotheek van Tsjechië: xx0205530
- Nationale Bibliotheek van Israël: 987007322729405171
- Nederlandse Thesaurus van Auteursnamen: 327272384
- Réseau des bibliothèques de Suisse occidentale: 02-A017757494
- Système universitaire de documentation: 147404797
- Virtual International Authority File: 107455120
- WorldCat: E39PBJfCvGqbD4fKYR7TV38Qv3